# 1er bataillon de volontaires de l'Allier
Le 1er bataillon de volontaires nationaux de l'Allier, également appelé plus simplement 1er bataillon de l'Allier, était une unité militaire de l’armée française créé sous la Révolution française.

## Création et différentes dénominations
Le 1er bataillon de volontaires de l'Allier est formé à 8 compagnies et 1 compagnie de grenadiers les 4 et 5 octobre 1791 à Moulins.
- Compagnie de grenadiers
- 1re compagnie de Moulins et Montmarault
- 2e compagnie de Moulins et Montmarault
- 3e compagnie de Moulins et Montmarault
- 4e compagnie du Donjon et de Cusset
- 5e compagnie du Donjon et de Cusset
- 6e compagnie de Gannat
- 7e compagnie de Montluçon
- 8e compagnie de Cérilly

Il est dissous le 16 nivôse an II (5 janvier 1794) lors de son amalgame pour former la demi-brigade de l'Allier.

## Commandants
- 1791-1791 : Jean-Baptiste de Brade, lieutenant-colonel en chef, originaire de Montluçon
- 1791-1794 : Sébastien Trochereau de Bouillay, lieutenant-colonel en chef, originaire de Moulins

## Historique des garnisons, combats et batailles

### 1791
Composé de 521 volontaires, choisis parmi les 721 inscrits, rassemblés le 30 septembre à Moulins, ceux-ci sont formés en compagnies par district, les 2 et 3 octobre, puis organisés en bataillon le 4 et le 5. 
Sans être armé ni habillé, il est passé en revue le 6 par le maréchal de camp de La Morlière. 
 Il se met en route le 16 novembre, passe par Nevers, Auxerre, Troyes et Châlons, il arrive le 1er décembre à Épernay, Ay et leurs  environs, où il reste tout l'hiver à faire son instruction, malgré une grave épidémie de gale.

### 1792
Désigné pour aller à Metz, il est passé en revue le 16 avril à Épernay par Lafayette. Après plusieurs contre-ordres, il part seulement le 10 mai pour l'armée du Nord et arrive à Givet le 15 mai. Du 22 mai au 4 juin il campe à Rancennes, et assiste le 12 juin, aux funérailles de Gouvion mort au combat, près de Maubeuge. Il demeure du 18 au 23 juin au camp de Taisnières-sur-Hon, près de Bavay, puis est le 25 juin en avant de Maubeuge. Du 4 au 5 juillet il se trouve sous les murs d'Avesnes-sur-Helpe, du 6 au 10 il est à La Capelle, du 11 au 14 à Belval, le 16 à Mézières en route pour Montmédy et enfin campe le 21 sur les hauteurs de Flabville. Le 25 juillet, il marche sur Virton ou reçoit le baptême du feu lors d'un accrochage le 26 juillet. À partir du 31 juillet il cantonne à Villy, près l'abbaye d'Orval qu'il quitte le 5 août pour le camp de Vaux, avant d'être embrigadé au camp de Sedan avec le 1er bataillon du 29e régiment et le 1er bataillon de volontaires de la Charente, rattachés dans la 2e brigade de la division Le Veneur.
Le 14 août il est à Sedan et refuse le serment à la revue de Lafayette et est dirigé le 17 sur Verdun, où il arrive le 20, et est bloqué le 28. Le 3 septembre, après la capitulation, part avec le 1er bataillon de Maine-et-Loire pour Sainte-Menehould où, malgré les efforts de Galbaud, se produit la dissolution d'une partie du bataillon.
 Il demeure du 4 au 13 septembre à Châlons avant de rejoindre Dumouriez et se retrouve le 16 septembre, à La Neuville-au-Pont, sa compagnie de grenadiers étant laissée à Sedan.
 Le 20 septembre, posté en avant de Sainte-Menehould pendant la canonnade de Valmy, il n'est pas engagé. Après huit jours de bivouacs, est le 29 septembre à Lachalade et s'y repose jusqu'au 7 octobre, date à laquelle il est dirigé sur Charleville où il arrive le 17 en faisant partie de la division de gauche de l'armée de Belgique. Le 6 novembre, pendant la bataille de Jemappes, il est affecté à la garde de la chaussée de Tournay avant d'être envoyé à Saint-Ghislain le 7, puis à Bruxelles le 14 avant de prendre ses cantonnements d hiver à Herstal le 1er décembre avec 562 présents.

### 1793
Le 1er mars, avec 435 présents, il est toujours à Herstal et assiste le 18 mars à la bataille de Neerwinden. Le 23 mars il part de Bruxelles pour Tournay et de là le camp de la Madeleine où il reçoit 367 recrues de l'Orne et d'Eure-et-Loir, ainsi que, le 1er avril, la compagnie de canonniers de la Croix-Rouge de Paris. 
 Il prend part, avec la division Béru, le 18 août au combat de Linselles, dans le cadre de la bataille d'Hondschoote, puis le 27 à celui de Tourcoing et du 22 au 26 septembre aux combats de Willems-Templeuve, Sailly et
environs, puis rentre au camp de la Madeleine. Le 22 octobre, avec 518 présents, il cantonne sur la Lys puis le 6 décembre à l à Annappes et le 14 décembre à Pont-à-Marcq en étant rattaché à la division Michel.

### 1794
Le 16 nivôse an II (5 janvier 1794), le bataillon est amalgamé à Flers avec le 2e bataillon de la Manche et le 7e du Pas-de-Calais pour former la demi-brigade de l'Allier qui entrera dans la composition de la 27e demi-brigade de deuxième formation formée à Brest.

## Biographie de personnes ayant servi au1erbataillon de volontaires de l'Allier

### Jean-Baptiste de Brade
Jean-Baptiste comte de Brade est né à Montluçon le 28 août 1741. Il fut lieutenant au tribunal des maréchaux de France, chevalier de Saint-Louis en 1790. Commandant la garde nationale de Montluçon, il est élu lieutenant-colonel en chef du 1er bataillon de l'Ailier le 7 octobre 1791, mais il n'accepte pas.